# Tabb
Tabb, vlastním jménem Bartosz Zielony (* 1984 Poznaň, Velkopolské vojvodství, Polsko) je polský hudební producent a zvukař svázaný s popovou a hip-hopovou scénou.
Vyrůstal v poznaňské čtvrti Świerczewo a současné době žije ve čtvrti Luboń. Hudební aktivita vyvijí od roku 1999, když nejprve začínal s elektronickou hudbu. Je laureátem Ceny novinářů, kterou získal během Národního festivalu polské písně v Opole v roce 2005. Jeho první zrealizovaným albem byla deska hudební skupiny LPS s názvem Lek na Wszystko. Další deskou byla Epizod II: Rapnastyk Owal/Emcedwa, která hudebnímu producentovi z Poznaně přinesla debut na polském hudebním trhu.

## Diskografie

### Studiová alba
| Název                               | Detaily                                                  | Umístění v žebříčku | Prodej          | Certifikace            |
| Název                               | Detaily                                                  | POL                 | Prodej          | Certifikace            |
| ----------------------------------- | -------------------------------------------------------- | ------------------- | --------------- | ---------------------- |
| Wyjście z bloków (& Mezo)           | - Datum vydání: 24. únor 2005 - Vydavatel: UMC Records   | 14                  |                 |                        |
| Eudaimonia (& Katarzyna Wilk, Mezo) | - Datum vydání: 16. říjen 2006 - Vydavatel: UMC Records  | 17                  | - POL: 15 000+  | - POL: zlatá deska     |
| Z całych sił (& Grzegorz Hyży)      | - Datum vydání: 27. květen 2014 - Vydavatel: Gorgo Music | 9                   | - POL: 30 000+  | - POL: platinová deska |
| Atom (& Sound’n’Grace)              | - Datum vydání: 2. červen 2015 - Vydavatel: Gorgo Music  | 2                   | - POL: 30 tys.+ | - POL: platinová deska |

### Singly
| Rok  | Název                                    | Pozice v žebříčku | Pozice v žebříčku | Pozice v žebříčku | Pozice v žebříčku | Prodej         | Certifikace               | Album        |
| Rok  | Název                                    | POL               | RMF               | PiK               | SLiP              | Prodej         | Certifikace               | Album        |
| ---- | ---------------------------------------- | ----------------- | ----------------- | ----------------- | ----------------- | -------------- | ------------------------- | ------------ |
| 2012 | "To już czas" (& Mezo Team)              | —                 | 7                 | —                 | —                 |                |                           | —            |
| 2014 | "Na chwilę" (& Grzegorz Hyży)            | 1                 | 1                 | 16                | 3                 |                |                           | Z całych sił |
| 2015 | "Dach" (& Sound’n’Grace)                 | 3                 | 1                 | 7                 | 2                 | - POL: 40 000+ | - POL: 2× platinová deska | Atom         |
| 2015 | "Możesz wszystko" (& Sound’n’Grace)      | 19                | 1                 | 20                | 24                | - POL: 10 000+ | - POL: zlatá deska        | Atom         |
| 2015 | "Na pewno" (& Sound’n’Grace)             | 14                | —                 | —                 | 6                 |                |                           | Atom         |
| 2015 | "Święta będą cały rok" (& Sound’n’Grace) | 51                | —                 | —                 | —                 |                |                           | —            |
| 2016 | "Sens" (& Sound’n’Grace)                 | 24                | —                 | —                 | —                 |                |                           | —            |

### Jiné notované skladby
| Rok  | Název                         | Umístění v žebříčku | Umístění v žebříčku | Umístění v žebříčku | Umístění v žebříčku | Album        |
| Rok  | Název                         | POL                 | RMF                 | PiK                 | SLiP                | Album        |
| ---- | ----------------------------- | ------------------- | ------------------- | ------------------- | ------------------- | ------------ |
| 2014 | "Wstaję" (& Grzegorz Hyży)    | 2                   | 1                   | 6                   | 6                   | Z całych sił |
| 2014 | "Pusty dom" (& Grzegorz Hyży) | 5                   | 1                   | 25                  | 28                  | Z całych sił |

### Videoklipy
| Rok  | Název                                  | Režie/realizace | Album        | Ref.   |
| ---- | -------------------------------------- | --------------- | ------------ | ------ |
| 2013 | "To już czas" (& MezoTeam)             | Grupa 13        | —            | [ 21 ] |
| 2014 | "Na chwilę" (& Grzegorz Hyży)          | Grupa 13        | Z całych sił | [ 22 ] |
| 2014 | "Wstaję" (& Grzegorz Hyży)             | Damian Bieniek  | Z całych sił | [ 23 ] |
| 2015 | "Pusty dom" (& Grzegorz Hyży)          | Limited Edition | Z całych sił | [ 24 ] |
| 2015 | "Dach" (oraz Sound’n’Grace)            | AG Studio       | Atom         | [ 25 ] |
| 2015 | "Możesz wszystko" (oraz Sound’n’Grace) | Daniel Zduńczyk | Atom         | [ 26 ] |

## Ocenění a nominace
| Rok  | Nagroda                | Kategorie    | Umělec/dílo | Výsledek |
| ---- | ---------------------- | ------------ | ----------- | -------- |
| 2015 | Eska Music Awards 2015 | Najlepší hit | Dach        | Nominace |